# Ралица Ангелова
Ралица Йорданова Ангелова е популярна поп изпълнителка, член на известната българска вокална група Тоника СВ.

## Биография
Родена е на 20 октомври 1960 г. в град Левски в семейство на преподаватели по музика – баща ѝ – Йордан Ангелов е свирил в Плевенската филхармония – цигулка, а впоследствие преподава цигулка, китара, мандолина. Той свири и на други инструменти като кавал, акордеон, тромпет, контрабас и др. Майка ѝ Йорданка Чалъкова е преподавала акордеон. Участвали са в самодейния симфоничен оркестър в град Левски – баща ѝ като цигулар и пиколо, а майка ѝ като контрабасистка.
На 4-годишна възраст започва да свири на цигулка и има изяви на сцена. Баща ѝ акомпанира на пиано. Голяма част от детството ѝ преминава в читалището, където е запленена от музиката, която се лее навсякъде. Много обича да слуша репетициите на оркестъра, който свири различни оперети като „Царицата на чардаша“, „Българи от старо време“, „Рози от Балкана“ и др. По-късно започва да свири и на акордеон, и на пиано. Но най-много ѝ харесва да пее. Детството си прекарва в градовете Левски, Луковит и Ловеч. През 1978 г. след като завършва училище я приемат в Българска държавна консерватория. Незавършила още БДК я приемат след конкурс в Тоника СВ през 1980 година. Там работи до 1991 г. От 1994 до 2014 г. е във формация Фамилия Тоника. През 2001 г. се ражда синът ѝ Кристиан. През същата година Ралица започва да записва самостоятелни песни. В една от песните си – Ранобудна душа – тя дава възможност на сина си Кристиан да направи аранжимента.

## Кариера
Кариерата и като певица започва през 1980 г., след като я приемат в конкурса за Тоника СВ. Той се провежда през февруари 1980 г. в Ансамбъла на строителните войски в София. В журито са Стефан Диомов, Тончо Русев, Митко Щерев, Недко Трошанов и други видни музиканти. Явяват се стотици кандидати, от които трябва да се изберат четири. След три кръга Стефан Диомов накрая се спира на Ралица и още четирима (Ваня Костова, Милица Божинова, Драгомир Димитров и Теодор Шишманов). Следва усилен репетиционен период, след който започват да излизат песен след песен, които бързо стават хитове. Първата, която излиза, се казва „Карнавал“.

## Дискография
Албуми с Тоника СВ
- Приятели – 1982
- Мария – 1983
- Обич – 1985
- Който си свири, зло не мисли – 1989

Албуми с Фамилия Тоника
- Фамилия Тоника – Концерт Бенефис – 1994
- Мария – 1996
- Сутрин рано, вечер късно – 2000
- Фамилия Тоника по италиански – 2004
- Все ни пречи нещо – 2004
- Нека да е лято – 2007

Самостоятелни песни на Ралица
- Твоята китара – 1999
- Без море живял ли си – 2001
- Самба за двама – 2002
- Някой ден – 2013
- Целувка напролет – 2014
- Всичко е наред – 2014
- Ранобудна душа – 2018